# Another Night (Aretha Franklin)
Another Night è una canzone scritta da Beppe Cantarelli e Roy Freeland, e registrata da Aretha Franklin per l'album del 1985 Who's Zoomin' Who? . Il singolo fu prodotto da Narada Michael Walden.

## Tracce
1. Another Night – 3:57
2. Kind of Man – 4:19

## Classifiche
| Classifica (1986)      | Posizione più alta |
| ---------------------- | ------------------ |
| Regno Unito            | 66                 |
| U.S. Billboard Hot 100 | 22                 |
| U.S R&B/Hip-Hop Songs  | 9                  |